# Piekary Śląskie
Piekary Śląskie este un municipiu în Polonia.

## Personalități născute aici
- Ed Korfanty (n. 1952), scrimer și antrenor în SUA.